# ۴۶۷ (قمری)
۴۶۷ (قمری)، چهارصد و شصت و هفتمین سال در گاهشماری هجری قمری است. اول محرم این سال برابر با دوم سپتامبر سال ۱۰۷۴ میلادی است.

## وابسته
- محمود زمخشری